# Aconitum coreanum
Aconitum coreanum là một loài thực vật có hoa trong họ Mao lương. Loài này được (H.Lév.) Rapaics mô tả khoa học đầu tiên năm 1907.